# История Магнитогорска
Магнитого́рск— город в России на берегу реки Урал, основан в 1743 году И. И. Неплюевым как крепость Магнитная Орской дистанции Верхне-Яицкой укреплённой линии (позднее – Верхнеуральской дистанции Оренбургской пограничной линии), статус города с 15 июня 1931 года.

## Крепость Магнитная

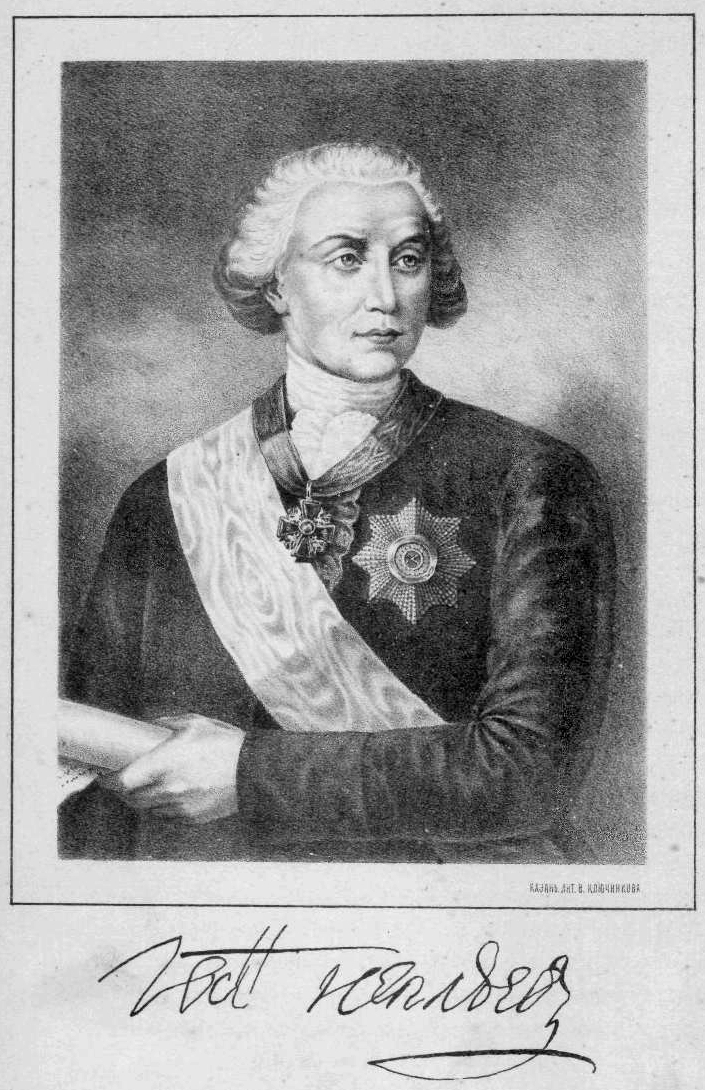
Иван Иванович Неплюев — основатель станицы Магнитной

Крепость Магнитная была основана в мае-июне 1743 года Иваном Ивановичем Неплюевым, который тогда занимал пост главного командира Оренбургской комиссии. Название крепость получила от близлежащей горы Магнитной, российский чиновник Пётр Рычков писал: «Крепость Магнитная. Это название придано ей от горы, близ её имеющейся, которая состоит из магнитного камня, весьма хорошую и богатую железную руду в себе заключающего».
Несмотря на то, что крепость была создана рядом с источником железной руды, её разработка не была начата. Доктор исторических наук Аркадий Дегтярёв пишет, что это скорее всего вызвано малонаселённостью края, удалённостью от центра, слабыми знаниями данной местности промышленниками. Однако основной причиной, по мнению Дегтярёва, являлось соперничество промышленников, которые претендовали на разработку залежей руды. Среди них, Иван Твердышов, предприниматель, владелец нескольких медеплавильных заводов, поставщик продовольствия для Оренбургской экспедиции, Акинфий Демидов, горнопромышленник, представитель династии Демидовых и Пётр Осокин, предприниматель, соляной промышленник. В конце концов, право добывать металл в этом районе досталось Ивану Твердышову. В «Описании рудников Оренбургской области» сказано, что 24 декабря 1747 года, промышленник Твердышов объявил об отыскании им железных рудников «близ реки Яика по примеру разстоянием от оной в восьми верстах также и от устья речки Верхнего Кизилу восьми местах, в горе именуемой Атачи в трёх местах».
В 1752 году Твердышов и его зять Иван Мясников нашли удобное место для завода на реке Белой, там они основали Белорецкий завод. 4 ноября того же года по распоряжению губернатора Неплюева кондуктор инженерного корпуса Фёдор Менц выделил промышленникам три рудника на горе Магнитной, а летом 1753 года началась разработка руды. В том же году группа геодезистов Оренбургской губернии под руководством Ивана Красильникова составила карту губернии, где кроме всего прочего, была отмечена крепость Магнитная.
В 1762 году Пётр Рычков писал в книге «Топография Оренбургская, то есть обстоятельное описание Оренбургской губернии», о том, что в гарнизоне крепости Магнитной, находится одна драгунская рота, и половина пехотной роты Бугульминского полка. Также Рычков сообщает, что в станица находилась в 497 с половиной верстах от Оренбурга, в Магнитной был один храм — храм Живоначальной Троицы.

## Восстание Пугачёва
Осенью 1773 года на Урале поднялось восстание под руководством Емельяна Пугачёва, сначала центр восстания находился в районе Оренбурга, но потом оно начало распространяться на большие территории.  В декабре 1773 года оно поглотило всю Исетскую провинцию.
В связи с продвижением Пугачёва гарнизон крепости Магнитной был усилен, по сведениям коменданта Верхнеяицкой крепости полковника Ступишина, в то время в крепости находилось восемь чугунных и медных трёхфунтовых пушек. Также хранилось 147 снарядов с картечью и 668 снарядов с ядрами. В четырёхдневный период с 19 по 23 апреля 1774 года восставшие атаковали крепость, однако атаки не увенчались успехом.
5 мая 1774 года войска мятежников вновь подошли к крепости, руководил ими сам Емельян Пугачёв, который предложил гарнизону сдаться, ответом ему послужил залп из пушек. Повстанцы пошли на штурм крепости, но атака была отбита, а пугачёвцы понесли значительные потери. Пугачёв был ранен шрапнелью в руку во время штурма. Той же ночью повстанцы разделились на пять отрядов, подобрались к стенам крепости с разных сторон, и начали разбирать заплоты. В это время приспешники Пугачёва взорвали в крепости пороховые ящики, что и послужило сигналом для общей атаки. Вскоре войска Пугачёва ворвались в крепость, в 3 часа ночи 6 мая 1774 года они заняли крепость. В качестве трофеев повстанцам досталось всё оружие, которое было в крепости.

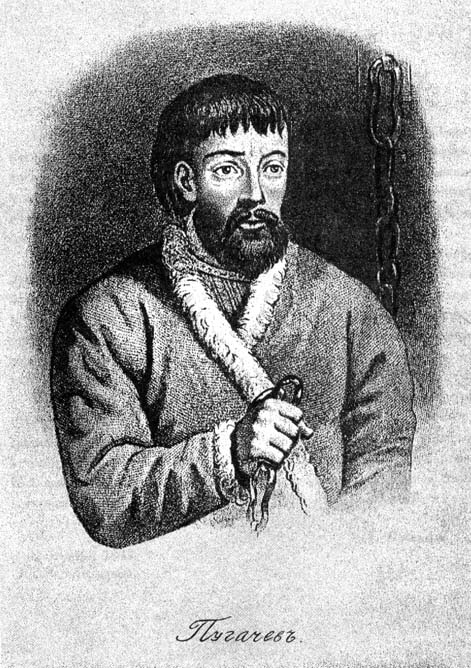
Емельян Пугачёв

Вошедшие в крепость повесили коменданта Магнитной Сергея Сергеевича Тихановского (1744 — 1774), также была повешена жена Тихановского, местный священник и жена поручика Можаитинова, а крепость была разграблена и сожжена.
Вскоре после взятия крепости, в неё прибыл отряд из семи сотен воинов повстанцев под командованием атамана Ивана Белобородова, отряд подошел к станице организованным строем, поэтому пугачёвцы приняли войска Белобородова за противника. Житель Билимбаевского завода Дементий Верхоланцев, вспоминал позже, что когда ситуация разъяснилась новоприбывшим был устроен торжественный приём, Пугачёв встал у своей палатки, с приподнятыми знамёнами. 7 мая в крепость прибыли Овичинников и Перфильев, с тремя сотнями казаков и двумя сотнями заводских крестьян. В Магнитную, к самозванцу приходили башкирские старшины, он обещал им вернуть их земли, последние в свою очередь снабдили его войска продовольствием и лошадьми. Пугачёвский полковник Иван Курочкин, подошедший к Магнитной с отрядом башкир, вспоминал, что в то время в крепости находилось примерно десять тысяч русских, татар, марийцев, башкир и удмуртов.
Войска Пугачёва выдвинулись из крепости вечером 8 мая 1774 года, крепость покинула большая часть тех, кто мог держать в руках оружие, там остались лишь пришедшие с Белорецкого завода, было их 112 мужчин и шесть сотен женщин и детей.
18 мая крепость заняли правительственные войска под началом генерала Сергея Станиславского. Все кто примкнули к Пугачёву были наказаны, крестьянам Белорецкого завода обрили головы и бороды, после чего отправили в деревню Арскую. Жителей крепости Магнитной также были наказаны, кого-то из них заковали в цепи и отправили в Верхнеяицкую крепость (сейчас Верхнеуральск), других же выпороли плетьми.
20 мая правительственные войска под началом Ивана Деколонга одержали победу над повстанцами, произошло это у крепости Троицкой. Побеждённые потеряли на поле боя не менее четырёх тысяч человек.

## Казаки и казахи
Основное население Оренбургской пограничной линии состояло из казаков, живших в крепостях и охранявших территорию. Кочевники, жившие вокруг, угоняли казацкие табуны, крали стада животных, крали людей. Из-за этого казакам приходилось обороняться: выставлять дозоры, выходить из крепостей только вооруженными группами. Поначалу население крепости Магнитной было невелико и всё умещалось за стенами, но позже оно разрослось и многие жители стали селиться рядом с крепостью, в предместье, где дома были похожи на укрепления.
Известно, что в 1800 году, для охраны территории из крепости Магнитной направлялось более ста восьмидесяти башкир и мишарей, и сотня казаков. Несмотря на то, что к 1880 году казахские племена уже вошли в состав России, иногда отдельные роды совершали набеги на русские крепости. В 1797 году польский историк Ян Потоцкий, путешествовал по уральским землям, он писал о казахах так:
Хотя часть сего народа признает владычество России, но частные люди часто сами ведут войну. Они переплывают волгу или Яик, ведя лошадей за верёвку, и горе Русскому, который попадётся к ним в руки! Его отводят в Хиву и продают. Но и им платят тою же монетою
Оренбургских казаков и кочевников разъединяла нейтральная полоса, состоявшая из пятнадцати вёрст. Казакам было запрещено рубить лес по левой стороне Яика, где начинались казахские земли.
Население крепостей со временем росло. Так например, 30 июня 1795 года Военная коллегия издала указ о расселении 146 «буйных» донских казаков по различным уральским станицам, пять семейств переселились в Магнитную. В 1805 году в крепость были переселены несколько семей исетских казаков.
С ростом населения крепостей, росли и потребности их жителей. Поэтому 30 июня 1806 года Военное министерство Российской империи дало разрешение на покос сена с левой стороны Урала, из-за «недостатка трав во внутренней стороне». Казахское население было вынуждено откочевать ближе к таким рекам как Аят и Гумбейка, что не могло не вызвать ухудшения отношений между казаками и казахами. Для стабилизации ситуации гарнизоны уральских крепостей были усилены, а указом Военной коллегии от 26 августа 1807 года в крепостях учреждалась должность коменданта, с жалованием четыре сотни рублей в год. В тот же день в Магнитной крепости был назначен первый комендант, им стал командир третьего Оренбургского линейного батальона майор Арбузов, который занимал эту должность до 1809 года.
Штаб и одна рота третьего Оренбургского линейного батальона были расквартирован в Магнитной, другие роты находились в редутах находившихся рядом с крепостью, в Спасском, Сыртинском и Верхнекизильском редутах, помимо солдат в каждом редуте проживали до ста казацких семей.
После того, как войска Пугачёва покинули крепость она была отстроена заново. Теперь Магнитная была больше чем раньше по площади, по форме она стала четырёхугольной. У новой крепости было несколько ворот: Троицкие, вели к Троицку и Верхнеуральску, Оренбургские, вели в столицу края Оренбург и Уральские ворота. У крепости было три бастиона: Озёрный, Степной и Западный. Возле Оренбургских и Троицких ворот располагались приворотные кордегарии, где содержались заключённые и караульные помещения. Внутри Магнитной была церковь, арсенал, амбар, дома для офицеров и обычные дома.
Недалеко от Магнитной, в летнее время года на левом берегу реки Урал кочевали казахи, из рода старшины Байзака Араслангулова. Между магницкими казаками и казахами были терпимые отношения, но иногда происходили неприятные инциденты, так например известно что пятого мая 1808 года двое казахов совершили кражу лошадей из крепости Магнитной, но уже на следующее утро старшина выдал их казакам. Сохранилась информация о том, что 14 декабря 1812 года киргиз Букенбай Каражигитов продал казаку Ивану Замятину свою шестилетию дочь, по причине невозможности прокормить большое количество детей.
Летом 1810 года комендант крепости Магнитной майор Аксёнов писал Оренбургскому губернатору о ситуации в Спасском редуте начиная с 22 июня так:
Появилась на рогатом скоте болезнь... От которой у палой скотины оказывались все сосуды наполнены водой зеленоватого цвета.
Для ликвидации заболевания был вызван штаб-лекарь Верхнеуральского батальона Желтинский, им были приняты меры для предотвращения распространения заболевания, однако это не помогло. Вскоре майор Аксёнов писал вышестоящему начальству:
С начала болезни у воинских чинов и поселковых казаков пало 110 скотин, из заболевших выздоровело 66, ныне больных 43 скотины..
Через некоторое время неизвестная болезнь перешла в крепость Магнитную. Новый комендант крепости Иван Иванович Мистров писал в докладах, о том что за неделю начиная с 9 февраля 1811 года сорок девять животных. Также он сообщал, о том что большие потери понесли башкиры, у них погибло ещё больше животных. Название болезни узнать так и не удалось.

## Отечественная война 1812 года

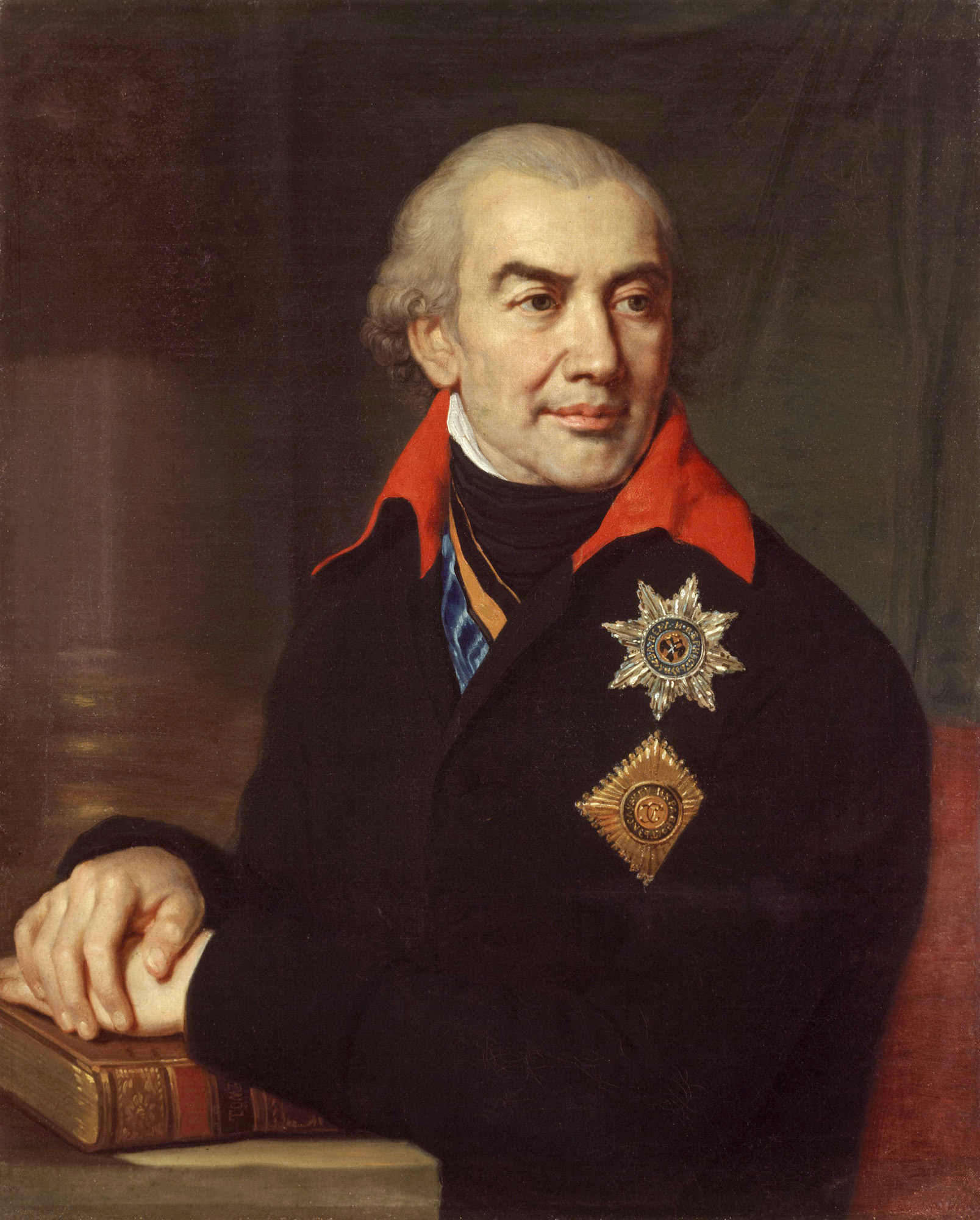
Григорий Волконский

24 июня 1812 года войска Наполеоновской Франции напали на Российскую империю, а в июле вести о начале войны дошли до Оренбурга. Оренбургский гражданский губернатор получил из Вильно два императорских рескрипта, в которых ему приказывалось сформировать двенадцать пехотных и егерьских полков, вскоре была начата вербовка рекрутов.
25 июля военный губернатор Оренбургской губернии князь Григорий Волконский распространил по всем уездным городам и крепостям губернии приказ, о приведении в готовность всего башкирского и казахского населения способного держать в руках оружие. Волконский извещая население о начале войны требовал, от каждого казака быть не только в боевой готовности, но и иметь необходимый для ведения боя инвентарь. Каждому воину полагалось иметь одну лошадь, саблю, пику, сайдаки со стрелами, а также ружья и пистолеты, тем у кого они имеются.
Историк Матвиевский писал, что на борьбу с войсками Наполеона из Оренбургской губернии отправилось примерно сорок тысяч воинов, уведя с собой тридцать тысяч лошадей. Магницкие казаки, офицеры и солдаты также участвовали в войне, в составе третьего Оренбургского линейного батальона. Точных данных об участии жителей крепости в сражениях со вражескими войсками не сохранилось, однако известно, оренбургские полки участвовали в Бородинской битве. Бывший комендант крепости майор Арбузов, ещё в 1810 году перешел на службу в центральную Россию, где был произведён в полковники. Во время Отечественной войны Арбузов был назначен комендантом города Диршау.
Многие солдаты вернулись с войны будучи награждёнными орденами и медалями, так в 1837 году в Верхнеуральском уезде проживало ещё сорок башкир награждённых медалью «За взятие Парижа».

## XIX век
В конце 1825 года в Таганроге скончался император России Александр I, к началу января 1826 года это известие дошло и до Оренбургского края. 11 января 1826 года Оренбургская пограничная комиссия велела всем комендантом крепостей провести присягу. Комендант крепости Магнитной, майор Мистров вскоре после получения приказа начал искать переводчика с русского на казахский, чтобы привести к присяге кочующих неподалёку киргизов. Некоторое время такого человека найти не удавалось, так как он должен был обладать неким авторитетом у кочевников. Однако вскоре переводчика нашли, Юнус Иткулаков мулла деревни Кутлугильдино и перевёл текст присяги на казахский язык. Мистров известил местных казахов Джегалбалиннского рода, о месте и времени проведения присяги. Джегалбалиннский род кочевал на огромной территории, у многих крепостей и рек, в общей сложности казахи этого рода кочевали на сотнях квадратных километров. Историк Александр Дегтярёв пишет, что около крепости Магнитной в то время не оказалось родовых старшин, султанов и баев, поэтому присягу пришлось принимать «почётным киргизцам». О том, кем были эти люди, и сколько их было точных данных не сохранилось.
В декабре 1825 года в Петербурге группа людей дворянского происхождения подняла восстание против существующих порядков в России, позже эти люди стали называться декабристами. Попытка поменять порядки в государстве не удалась, восстание было разгромлено, зачинщики понесли наказание. Большая часть участников восстания была сослана в Сибирь, но малая их часть была переселена на Южный Урал. Данных о том, что в Магнитной жили участники восстания нет, однако известно, что некоторые из них посещали крепость. В начале августа 1826 года Магнитную проездом в Верхнеуральскую крепость, посетил декабрист Алексей Веденяпин. Также проездом в крепости бывали декабристы Иван Черноглазов, Епафродит Мусин-Пушкин и Вишневский.
6 сентября 1826 года крепость Магнитную посетили учёный Александр Гумбольдт, химик Густав Розе и декабрист Степан Семёнов.
В 1829 году по всей Оренбургской губернии стремительно распространялась холера, потери от болезни были очень велики, не менее половины заболевших умирали. Весной того же года эпидемия дошла и до крепости Магнитной. В то время лекарем в магнитной работал Знаменский (имя неизвестно), который принял все меры для предотвращения распространения холеры. В скором времени из Оренбурга на пограничную линию крепостей были присланы старший лекарь 'Смирнов и ординатор Соколов, общими усилиями болезнь удалось ликвидировать.
2 июля 1835 года отряд под началом полковника Аполона Жемчужникова приступил к строительству новой оборонительной линии, граница Российской империи углублялась дальше в степи, на территорию современного Казахстана. Сделано это было для того, чтобы сократить расходы на охрану границы, с переносом её дальше в степь, длина границы сокращалась на более чем сто вёрст. На новую линию обороны было переселено 2776 казаков (в эту цифру входят только казаки мужского пола, без учёта их семей). Магнитские казаки также участвовали в освоении новых границ, несколько десятков их семей переселились на новую линию укреплений. После появления новых крепостей, оборонное значение старой пограничной линии, куда и входила Магнитная — упало, в 1835 году здесь была отменена должность коменданта, а в 1838 году все крепости данной линии были переименованы в станицы.
10 июля 1837 года станицу Магнитную посетил наследник престола Александр II, и сопровождавший его русский поэт Василий Жуковский, который зарисовал крепость.

## XX век
В период Гражданской войны происходили бои за станицу Магнитную. В частности, башкирское войско вело оборону станицы.